# ميشيل نوري
ميشيل رغدي نوري (بالإيطالية: Michelle Nouri)‏ (ولدت في 17 أكتوبر 1973) هي صحفية وكاتبة إيطالية.
اشتهرت بمذكراتها «فتاة من بغداد»، والتي تسلط الضوء على طفولتها في بغداد، وهروبها من العراق نحو إيطاليا. وواصلت سرد مذكراتها في رواية «طريق أوراق الشاي» حيث تغطي اندماجها في الغرب.

## حياتها وعائلتها
ولدت ميشيل في براغ من أب عراقي مسلم من بغداد وأم كاثوليكية تشيكية، وبعد ستة أشهر من ولادتها انتقلت للعيش مع والديها في بغداد حتى سن السادسة عشر.
بعد اندلاع حرب الخليج انفصل والدها عن أمها لعدم إنجابها ولدا ذكرا، فقررت العودة مع ميشيل وبناتها إلى براغ سنة 1988 بعد سقوط الشيوعية. وبعد بلوغها الثامنة عشر هربت ميشيل إلى إيطاليا.

## كتاباتها
لها عدة منشورات تنطوي على حوار الثقافات بين الإسلام والمسيحية، الديانتان اللتان نشأت معهما؛ بالإضافة إلى الثقافات المختلفة التي تعرضت لها.
تعمل حالياً مع صحف مختلفة، وقد قامت بسرد سيرتها في كتابين، فتاة من بغداد 2007 وطريق أوراق الشاي 2010.

## علاقتها بعدي صدام حسين
كما أنها عُرِفت «بمغازلتها» للراحل عدي صدام حسين، الابن البكر للرئيس العراقي السابق صدام حسين.

## المنشورات
- "La ragazza di Baghdad" («فتاة من بغداد»)، 2007
- "Il cammino delle foglie di tè"،(«طريق أوراق الشاي») 2010

## مقابلات مصورة مع ميشيل
- مقابلة تلفزيونية مع ميشيل نوري

## وصلات خارجية
- السيرة الذاتية لميشيل نوري باللغة الإيطالية